# Julius Tausch

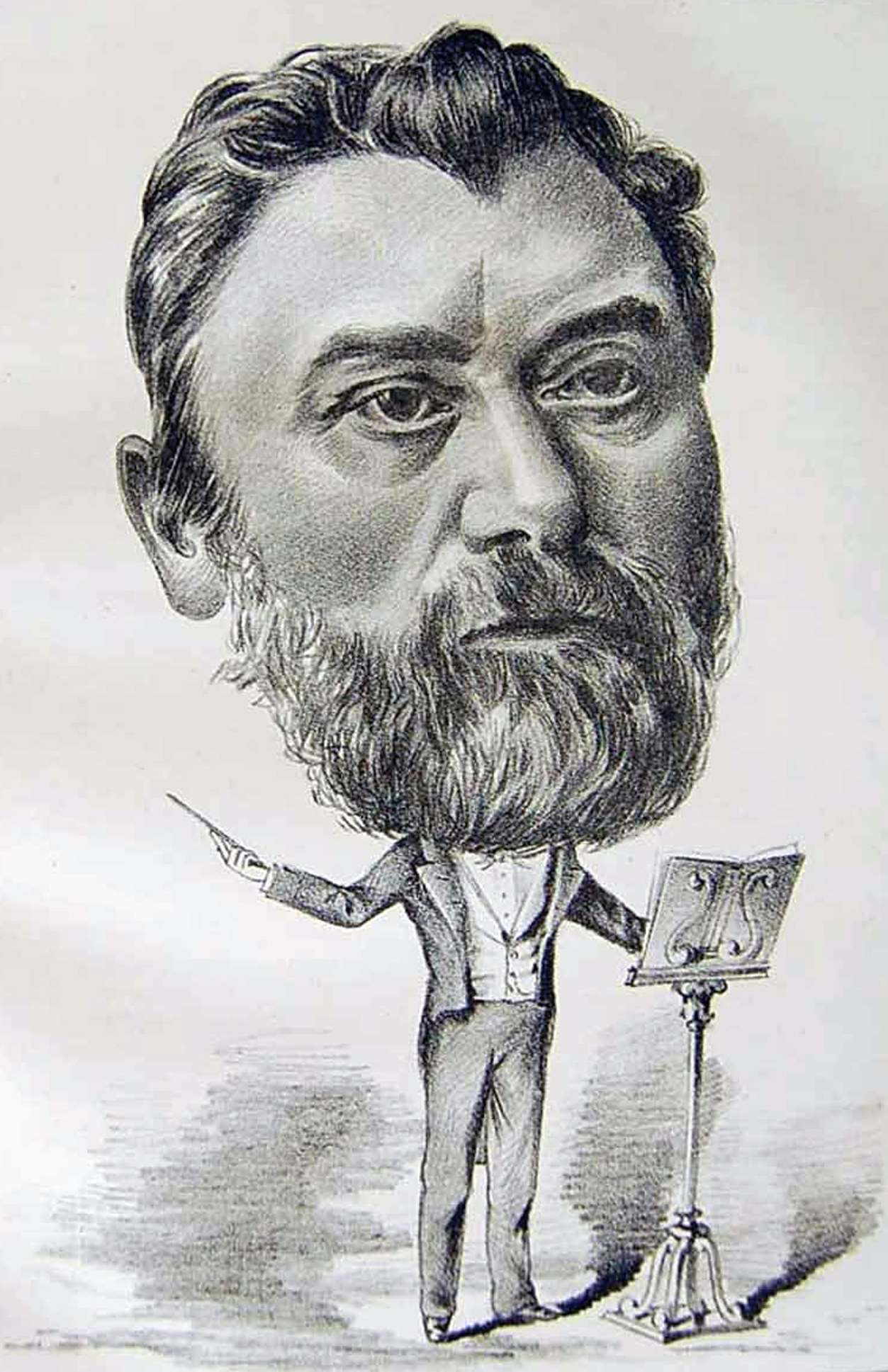
Julius Tausch, von Ernst Bosch im Künstlerverein Malkasten, Düsseldorf

Julius Tausch (* 15. April 1827 in Dessau; † 11. November 1895 in Bonn) war ein deutscher Pianist, Komponist und Dirigent sowie langjähriger städtischer Musikdirektor in Düsseldorf.

## Leben und Wirken
Seit frühester Jugendzeit besuchte Julius Tausch die Dessauer Musikschule und war hier Schüler des Hofkapellmeisters Friedrich Schneider. Anschließend besuchte er das Leipziger Konservatorium und vollendete dort als Schüler von Felix Mendelssohn Bartholdy sein Studium.
Nach seiner Ausbildung zog es ihn im Jahre 1846 auf Empfehlung Mendelssohns nach Düsseldorf, wo Mendelssohn selbst bereits einige erfolgreiche Jahre als städtischer Musikdirektor verbracht hatte und noch über gute Kontakte verfügte. Hier übernahm Tausch zunächst die Leitung eines Männergesangsvereins und ein Jahr später die Leitung der Künstlerliedertafel als Nachfolger des Julius Rietz, der nach Leipzig übersiedelte. Julius Tausch setzte sich auch maßgeblich für die Belange anderer künstlerischer Bereiche ein und wurde am 6. August 1848 einer der Gründungsmitglieder der Düsseldorfer Künstlervereinigung Malkasten. Diesem Kunstverein blieb er zeitlebens eng verbunden. Für die musikalische Bereicherung des Kaiserfests des Künstlervereins wurde ihm 1878 der Königliche Kronen-Orden 4. Klasse verliehen.
Ab 1848 wurde Tausch bereits für sowohl als Dirigent als auch als Pianist zu Auftritten des Städtischen Musikvereins Düsseldorf eingeladen. Hierbei trat er in gewisser Weise in Konkurrenz zu dem ebenfalls in Düsseldorf tätigen und ab 1850 zum städtischen Musikdirektor verpflichteten Robert Schumann, der auf Grund seines im Vergleich zu Tausch höheren Bekanntheitsgrades und seines umfangreichen Repertoires für diese Position vorgezogen worden war. Trotzdem wurde Tausch als sein Assistent verpflichtet, spielte unter seiner Leitung die meisten Klavierpartien, sofern Schumanns Frau Clara verhindert war, und wurde auch darum gebeten bereits ab 1852 oftmals und kurzfristig als Dirigent für den allmählich kränkelnden und nicht mehr belastbaren Schumann einzuspringen. Sowohl im Orchester als auch in der Bevölkerung war Tausch wegen seiner überzeugenden Dirigierkunst anerkannt und so wurde er ab dem 1. Juli 1854 als Nachfolger von Schumann zum städtischen Musikdirektor ernannt, obwohl seitens der Stadt noch versucht wurde, Johannes Brahms, den Freund der Familie Schumann, einzubringen, was aber durch Protestkundgebungen der Bevölkerung verhindert wurde. Unter Tausch wurde das Orchester des „Städtischen Musikvereins“ durch die Übernahme der Orchestermusiker in feste vertragliche Strukturen durch die Stadt Düsseldorf mit Wirkung vom 20. August 1864 zum „Städtischen Orchester“ umbenannt, woraus dann später die Düsseldorfer Symphoniker wurden.
Julius Tausch blieb bis 1889 städtischer Musikdirektor, war während dieser Zeit zusammen mit verschiedenen renommierten Gastdirigenten insgesamt zehnmal Festspielleiter des Niederrheinischen Musikfestes, absolvierte ein umfangreiches und immer aktuelles Ganzjahresprogramm, leitete dabei verschiedene Uraufführungen wie beispielsweise Norbert Burgmüllers Oper „Dionys“ oder Albert Dietrichs „Rheinmorgen“ sowie als Düsseldorfer Erstaufführungen Brahms’ „Requiem“ oder Beethovens „Missa solemnis“, aber auch bisher selten gespielte oder noch relativ unbekannte Werke neuerer Komponisten. Außerdem war Tausch maßgeblich an der Übernahme der Orchestermusiker in rechtlich gesicherte Vertragsstrukturen und einer geregelten Besoldung durch die Stadt Düsseldorf beteiligt, auf Grund dessen schließlich das Orchester des Städtischen Musikvereins zu Düsseldorf mit Wirkung vom 20. August 1864 zum Städtischen Orchester umbenannt wurde. Später entstanden daraus die Düsseldorfer Symphoniker. Darüber hinaus bildete er in jener Zeit zusammen mit Wilhelm Joseph von Wasielewski und Christian Reimers ein erfolgreiches Klaviertrio für kammermusikalische Aufführungen.
Mit einem letzten Konzert am 27. März 1890 zog sich Tausch nach 37-jähriger Tätigkeit aus dem geregelten Arbeitsleben in Düsseldorf zurück und wechselte nach Bonn, wo er sich seinen Altersruhesitz einrichtete. Hier leitete er noch einige Konzerte des Bonner Gesangsvereins und verstarb schließlich am 11. November 1895.

## Werke (Auswahl)

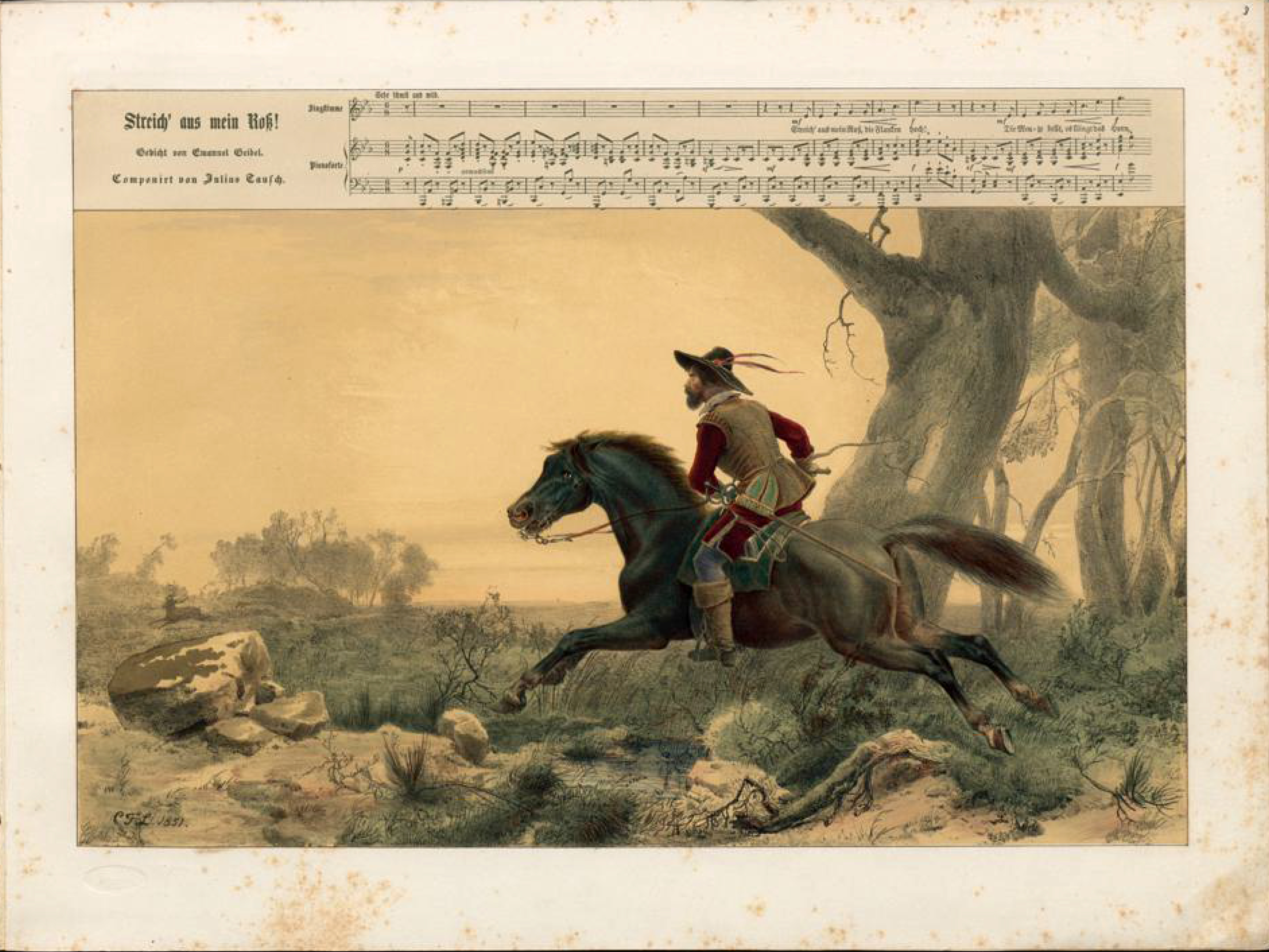
„Streich’ aus mein Roß!“, Gedicht von Emanuel Geibel, Illustration von Carl Friedrich Lessing

- Konzertouvertüre (Festouvertüre) As-Dur
- „Der Blumen Klage“, Chorwerk, (Text: Wilhelm Hosäus)
- Musik zu „Was ihr wollt“ von William Shakespeares
- „Germanenzug aus Trutz Nachtigall“, Chorwerk (Text: August Silberstein)
- „Malkasten-Paukenmarsch“, op. 7 (1852)
- Tausch komponierte insgesamt 25 mit Opusnummern versehene Werke sowie zahlreiche ungezählte Kompositionen. Eine umfangreiche Sammlung befindet sich in der Staatsbibliothek Berlin.
- Komposition in: Düsseldorfer Lieder-Album : 6 Lieder mit Pianofortebegleitung, „Streich’ aus mein Roß!“ – Düsseldorf: Arnz & Comp., 1851.[2]